# Samia Yusuf Omar
Samia Yusuf Omar (ur. 25 marca lub 30 kwietnia 1991 w Mogadiszu, zm. w kwietniu 2012) – somalijska lekkoatletka, reprezentantka Somalii na 29. Letnich Igrzyskach Olimpijskich 2008 w Pekinie, gdzie startowała w biegu na 200 m.
Pochodziła z biednej rodziny, była najstarszą z sześciorga rodzeństwa. Jej ojciec zginął w 2007 roku w wyniku ostrzału rynku w Mogadiszu. Zaczęła trenować biegi wbrew muzułmańskim tradycjom, niechętnie patrzącym na uprawiające sport kobiety – muzułmańska milicja wielokrotnie usiłowała ją zastraszyć, gdy biegała po ulicach Mogadiszu. Trudne położenie biegaczki potęgowała sytuacja w ogarniętej wojną domową Somalii.
Przed igrzyskami Samia Yusuf Omar wzięła udział w Mistrzostwach Afryki w Lekkoatletyce w maju 2008 roku, zajmując ostatnie miejsce w swoim biegu eliminacyjnym na 100 m. W Letnich Igrzyskach Olimpijskich 2008 wystartowała w biegu na 200 metrów. W swojej serii eliminacyjnej zajęła ostatnią, 8. pozycję, uzyskując czas 32,16 s, o ponad 9 sekund wolniejszy od najszybszej zawodniczki w eliminacjach, Muny Lee i o prawie 7 sekund gorszy od przedostatniej zawodniczki tej części rywalizacji, reprezentantki Libanu Gretty Taslakian, tym samym odpadając z dalszej części rywalizacji. Swój start skończyła jednak oklaskiwana przez widzów.
Po igrzyskach wróciła do kraju, ale w październiku 2010 roku wyjechała do Etiopii, w nadziei na możliwość regularnych treningów i większe bezpieczeństwo.
Zginęła tragicznie w wypadku łodzi transportującej uchodźców z Libii do Włoch.